# Batalla de Nagyősz
La batalla de Nagyősz, Tomnatic hoy, en Rumania (en húngaro: nagyőszi csata, en rumano: batalia de la Tomnatic) se debate por los historiadores si tuvo lugar en 1008 o en 1028, cuando San Esteban I de Hungría venció al líder tribal Ahtum, asegurando su poder sobre los territorios del sur de Hungría.

## Antecedentes del conflicto
Luego de que San Esteban fuese coronado rey húngaro en 1000 y abrazase el cristianismo, caudillos locales como Koppány y Gyula de Transilvania se opusieron al nuevo orden. Dentro de la federación de tribus húngaras, los jefes tribales conservaban aún gran poder, y algunos no consideraban a la Casa reinante de Esteban como su superior absoluta, sino que solamente ocupaban la dirección momentánea. Por ello, cuando se introdujo el cristianismo Esteban se vio forzado a barrer con los restos del sistema tribal anterior.
Ahtum (955-1008/1028), el Señor de la región de Maros (Mures in Rumania), había intentado mantener un Estado independiente de Esteban y exigía impuestos a la sal real traída desde Transilvania. Estas acciones no podían ser toleradas, y Esteban se dispuso a traer el orden a la región.

## La batalla
La batalla se libró en 1008/1028 y el líder húngaro Csanád (pronunciado "Chanád" en español) comandaba el ejército de San Esteban, venciendo personalmente al jefe Ahtum cerca del asentamiento de Oroszlámos, en Nagyősz/Tomnatic. Una vez muerto, los territorios volvieron a dominio húngaro y San Esteban extendió su influencia político-religiosa por Maros.